# Chethipuzha
 Chethipuzha es una ciudad censal situada en el distrito de Kottayam en el estado de Kerala (India). Su población es de 25145 habitantes (2011). Se encuentra a 15 km de Kottayam y a 88 km de Cochin.

## Demografía
Según el censo de 2011 la población de Chethipuzha era de 25145 habitantes, de los cuales 12128 eran hombres y 13017 eran mujeres. Aimanam tiene una tasa media de alfabetización del 97,73%, superior a la media estatal del 94%: la alfabetización masculina es del 98,24%, y la alfabetización femenina del 97,26%.